# Johann Jacob Bräuner

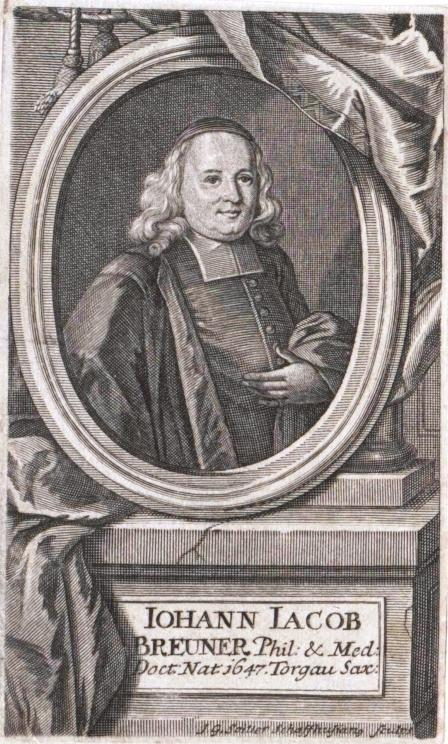
Johann Jacob Breuner, Stich von Johann Georg Seiller

Johann Jacob Bräuner (* 1647; † unbekannt; auch Iohann Iacob Breuner) war ein in Frankfurt am Main praktizierender Mediziner und Verfasser naturkundlich-medizinischer Handbücher. Sein Kompilationswerk Physicalisch- und Historisch-Erörterte Curiositæten richtet sich gegen den diabolischen Wunderglauben. Das Buch „steht in der Tradition einschlägiger Kompendien etwa von Wolfgang Hildebrand, Johannes Praetorius und Erasmus Francisci.“

## Werke
- Kern außerlesenster Artzney-Mittel: Oder die sicherste und bewährteste Methode, wie die meisten täglich fürfallende und bekanteste Kranckheiten des menschlichen Leibs nicht nur innerlich und äusserlich zu curiren, sondern auch die darzu benöthigte Medicamenta bereitet und applicirt werden können. (Neuenburg, 1709) Digitalisierte Ausgabe der Universitäts- und Landesbibliothek Düsseldorf.
- Thesaurus sanitatis, oder, Neueröffneter Schatz Menschlicher Gesundheit, in welchem nach der Grund-Regul heylsamer Artzney=Kunst, auf bewährt= und sicherste Methode, kürzlichsten gezeiget wird, wie man alle und jede menschliche Kranckheiten, von zartester Kindheit an, biss auf das von Gott verliehene Alter .... glücklich curiren kan. (Frankfurt am Main, 1712).
- Klein / Doch unschätzbares Artzney=Büchlein zur Zeit der Noth / bestehet in einer Anzahl sicherer und approbirter Recepten, Wider vielerley täglich fürfallende inn= und äusserliche menschliche Leibs=Gebrästen / mit sonderbahrem Nutzen zu gebrauchen. Zur Erspahrung vieler weitläufftiger Bücher / Allen angehenden Studiosis Midicinae & Chirurgiae, auch jeden der Artzney=Kunst Liebhabern / auß vieler Medicorum Manuscripten / Correspondenzen, auch selbst 39. Jährigen Praxi angemercket / Auf Ansuchen treu meinender Freunde zu allgemeinen Gebrauch in eine ordentliche Abtheilung wohlmeinend ausgestellet. Von D.J.J.B. Frankfurt / In Verlag deß Autoris, Gedruckt und zu finden bey Matthias Andreä (Frankfurt am Main, 1712). Digitalisierte Ausgabe von 1736 (mit vollst. Verf.) bei der Bayerischen Staatsbibliothek.
- Der treu-meinende teutsche Weiber- und Kinder-Arzt, oder Vollständiger Unterricht, wie man nach der bewährtesten Methode, alle fürfallende Kranckheiten der Schwangern, Gebährenden, Kindbetterinnen, ... erkenn, ... glücklich curiren, u. die Medicamenta ... appliciren kan. ... auch mit e. ... Hauß-Apotheck volkommener gemachet. (Frankfurt am Main, 1713).
- Pest-Büchlein: Oder Kurtzer, doch gründlicher Unterricht Von der jetztmalen über Teutschland schwebenden gefährlichen Seuche der Pestilentz. Hocker, Frankfurt (Main), 1714 (Digitalisat und Volltext im Deutschen Textarchiv).
- Tractatus de formulis medicamentorum conscribendis, seu Experimenta medica et chirurgica : Oder Eine sichere Fundamental-Anleitung, wie ein neu-angehender Practicus medicinae ... Medicamenta anordnen und verschreiben kan. (Frankfurt am Main, 1717).
- Thesaurus Sanitatis oder mit teutschen Recepten angefüllter und wiederum von neuen eröffneter Schatz menschlicher Gesundheit : in welchem, nach der Grund-Regul heylsamer Artzney-Kunst, auf bewährt- und sicherste Methode kürtzlichsten gezeiget wird: Wie man alle und jede menschliche Kranckheiten, von zartester Kindheit an, biß auf das von Gott verliehene Alter, nicht nur inn- und äusserlich curiren, sondern auch die darzu benöthigte Medicamenta selbst bereiten kan. - Franckfurt am Mayn : Fleischer, 1732. Digitalisierte Ausgabe der Universitäts- und Landesbibliothek Düsseldorf.
- Physicalisch- und Historisch-Erörterte Curiositæten; Oder: Entlarvter Teufflischer Aberglaube. (Frankfurt am Main, 1737) Digitalisierte Ausgabe der Herzogin Anna Amalia Bibliothek.